# Sin Saimdang
Sin Saimdang, née le 29 octobre 1504 à Gangneung dans la province du Gangwon, morte le 17 mai 1551 , à Paju, est une poète, peintre et calligraphe coréenne de la dynastie Joseon. Considérée comme un modèle des idéaux confucéens, elle est surnommée la « Mère Sage » (어진 어머니),. Elle est la mère de Yulgok Yi I.

## Biographie
Sin Saimdang est née en 1504 à Gangneung et a grandi dans cette localité, une ville portuaire de l'est de la Corée, située au pied du mont Odae. Son père, Sin Myeonggwa travaillait au service du gouvernement à Séoul, sans participer activement à la vie politique, et a vécu la plupart du temps loin de sa famille durant 16 ans. Saimdang avait quatre petites sœurs et son grand-père l'éleva comme si elle était un petit-fils, ce qui lui a donné une éducation peu commune pour l'époque.
À 19 ans, elle se marie avec le commandant Yi Won-su (이원수), mais habite souvent dans la maison familiale, afin de s'occuper de sa mère après la mort de son père. Elle accompagne toutefois son mari dans ses postes officiels à Séoul et en province. Son mari entame une liaison avec une kisaeng nommée Kwon qu'il fera entrer dans la maison familiale après la mort de sa femme.
Le couple a eu huit enfants, cinq garçons et trois filles. Son troisième fils, Yi I, est considéré comme l'un des plus grands érudits confucéens de Corée. Yi Mae-chang, sa fille ainée, et Yi Wu, son quatrième fils, ont également acquis de la notoriété en peinture et en poésie.
Sin Saimdang meurt subitement en 1551 à l'âge de 46 ans dans la région de Pyongan, où elle avait déménagé. Elle laisse à la postérité des poèmes en chinois, et des peintures de fruits, de fleurs, d'insectes et de paysages.

## Œuvres
L'art de Sin Saimdang est reconnu pour sa délicate beauté. Ses thèmes favoris étaient les insectes, les fleurs, les papillons, les orchidées, les raisins et les paysages. Elle est à l'origine du Chochungdo, un style qui consiste en la représentation de plantes et d'insectes. Une quarantaine de ses œuvres sont connues, bien d'autres existent probablement. Ses calligraphies ont presque toutes disparu, mais son style était très apprécié à l'époque.
Poésie :
- Regard en arrière vers la maison de mes parents en traversant le col de Daegwallyeong (유대관령망친정)
- Pensée pour les parents (사친), poème sur sa dévotion envers sa mère.

Peintures :
- Paysage (자리도)
- Montagnes et rivières (산수도)
- Peinture d'insectes et d'herbe (초충도)
- Oie parmi les roseaux (노안도)

Sin Saimdang est représentée sur le billet de 50 000 wons, choisie comme exemple pour les femmes coréennes de conciliation entre la vie familiale et la carrière professionnelle.
|  |  |  |  |  |

## Postérité
- Le cratère vénusien Samintang a été nommé en son honneur[5].

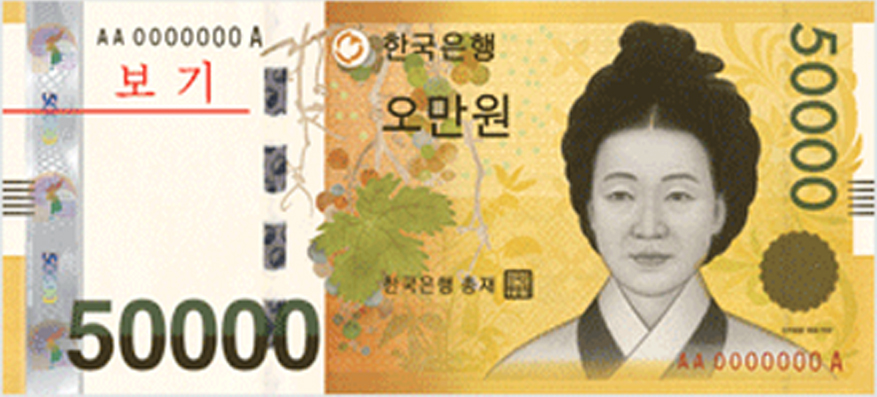
Billet de 50000 wons représentant Sin Saimdang (1504-1551).

- En juin 2009, le billet de 50 000 wons (somme respectable dans la vie quotidienne) fait son apparition. La parution tardive de cette grosse coupure est due à la volonté des pouvoirs publics de rendre plus difficile la corruption et les dessous de table[6]. Ce billet représente Sin Saimdang.

Son personnage a été incarné à l'écran par : 
- Ko Eun-ah dans le film Scholar Yul-gok and His Mother Shin Saimdang (1978).
- Kim Ye-ryeong and Jeong In-sun dans la série Yeoksa Theater (2003) produite par EBS.
- Kim Ye-ryeong dans la série Jump (2005) produite par EBS
- Lee Young-ae (adulte) et Park Hye-su (adolescente) dans la série télévisée Saimdang, Memoirs of colors (2017) produite par SBS.